# Gruffydd Maelor II
Gruffydd Maelor II († 7 décembre 1269) généralement nommé Gruffydd de Bromfield  fut roi de Powys du Nord (Powys Fadog) pendant 33 ans de 1236 à 1269

## Règne
Sans doute l'un des derniers chefs gallois à être nommé roi dans le Brut y Tywysogion. Il est le fils du Roi de Powys du Nord Madog ap Gruffydd (gouverne de 1191 à 1236) et donc par son père le petit-fils du roi de Powys du Nord Gruffydd Maelor I (gouverne de 1160 à 1191).
Bien qu'en 1241 il ait conspiré avec  le roi de Gwynedd Dafydd ap Llywelyn, en 1244 il est un des trois princes gallois qui refusent de la suivre dans sa guerre contre les Anglais. 
En 1256 il est expulsé de ses domaines qui sont ravagés par Llewelyn ap Gruffydd. Finalement Gruffydd Maelor II qui a reçu peu d'aide de ses alliés Anglais doit se résoudre à rejoindre en 1257 le parti de Llewelyn. Lors de la paix conclue en 1267 par l'entremise du légat du pape Ottobon il est parmi les référents chargés de contrôler l'adéquation des dédommagements versés par Llewelyn ap Gruffydd à son frère Dafydd ap Gruffydd.   
Gruffydd Maelor II meurt le 7 décembre 1269 le même jour que son frère Madog Fychan. Il est inhumé dans l'abbaye de Llanegwast ou Valle Crucis une des fondations favorites de sa famille.

## Union
Il épouse Emma (1224 - c1278), fille de Henry Audley et de  Bertrade Mainwaring et veuve de Henry Touchet

## Mort et succession
Il meurt en 1269 (ou 1270) laissant quatre fils et deux filles:
- Madog ap Gruffydd II † 1277, Lord of Dinas Bran tué lors d'un combat contre les anglais
- Llewelyn ap Gruffydd (II) † 1282 ,
- Owain, dont la  Gweirca ferch Owain, possède la plus ancienne plaque tombale datée du Pays de Galles
- Gruffyd Fychan Ier † 1289, prince de Glyndyfrdwy. succède à son frère ainé en 1277 et meurt en 1289
- Angharad morte en 1308. épouse après 1261) William le Boteler de Wem, Shropshire (-1283). L'un de leur enfant sera le baron William Boteler, 1er Baron Boteler .
- Margery ferch Gruffydd née en 1261 épouse Sir John de Arderne.

À sa mort le Powys Fadog est divisé conformément aux coutumes galloises entre ses fils:
- Madog reçoit Maelor.
- Gruffyd Fychan Ier recoit Iâl et Edeirnion, qui inclut Glyndyfrdwy[4].
- Swydd y Waun qui comprend  Cynllaith et Nanheudwy) est divisé entre Llywelyn et Owain.

| Précédé par : Madog ap Gruffydd | Princes de Powys du Nord | Suivi par : Madog ap Gruffydd II |

## Sources
- (en) Mike Ashley The Mammoth Book of British Kings & Queens Robinson (Londres 1998)   (ISBN 1841190969)  « Gruffyd Maelor II » p. 371 et « Tableau généalogique 18. Wales (5) Medival Powys » p. 366.
- (en) David Williamson Brewer's British Royalty Londres British Library, 1998 (ISBN 030434933X) « Gruffydd Maelor II Lord of Powys Fadog (d.1269) » p. 182.